# 愛宕丸 (1924年)
愛宕丸（あたごまる）は、日本郵船が保有した同社初のディーゼル推進貨物船である。技術を参照する見地からイギリスのリスゴーズ社に発注して建造、1924年に竣工した。太平洋戦争中に石油タンカーへ改装されたが、1944年11月にボルネオ島でアメリカ軍機の空襲を受けて擱座放棄された。

## 建造
第一次世界大戦による造船景気の終結後、1920年代には商船の質の改善が造船界の課題となった。世界的に注目されたのが経済性に優れたディーゼルエンジンの導入で、大型商船にも搭載可能な大出力の船舶用ディーゼルエンジンが、欧米各国で実用され始めた。
日本郵船もディーゼルエンジン導入を検討し、1923年（大正12年）に最初のディーゼル商船として計画したのが「飛鳥丸」、「愛宕丸」の姉妹船であった。技術を参照する目的から、建造はイギリスのリスゴーズ社（en）グラスゴー造船所へ発注され、搭載機関も「飛鳥丸」はデンマークのバーマイスター・アンド・ウェイン（en, B&W）社製ディーゼルエンジンを採用したのに対し、「愛宕丸」にはスイスのスルザー社製ディーゼルエンジンを使用している。エンジン以外の点では一般的な貨物船で、外観上の特徴は無い。
「愛宕丸」の当初の竣工予定は1924年（大正13年）3月末であったが、造船所の労働者がストライキを起こした影響で大きく遅れ、1924年11月28日の竣工となった。この間の同年7月に三井物産船舶部が三井物産造船部玉工場で建造したディーゼル貨物船「赤城山丸」が先に竣工しており、日本最初の航洋ディーゼル商船のタイトルを逃している。

## 運用

### 貨物船として
完成した「飛鳥丸」「愛宕丸」の姉妹船は、神戸港・シアトル線に就航した。しかし、シアトル航路は往路のみの貨物輸送が中心であるためディーゼル船は経済的に不向きと判断され、「飛鳥丸」型2隻はニューヨーク航路に配船先変更となった。
船主の日本郵船が畿内丸型貨物船に代表されるニューヨークライナーと呼ばれる高速貨物船の整備に出遅れたため、「愛宕丸」は長くニューヨーク航路にとどまっていた。その後、1934年（昭和9年）に日本郵船のニューヨークライナーであるN型貨物船6隻が一挙に就航したのと交代して、中米航路へ異動となっている。
日米関係が緊迫する中、「愛宕丸」は日本陸軍に徴用された。太平洋戦争勃発後、陸軍徴用船として1942年（昭和17年）前半の南方作戦終了まで使用された。徴用解除されてからは民需船に戻っている。

### 応急タンカーとして
南方作戦の終了後、占領地から日本本土へ石油を輸送するタンカーの不足が問題となると、対策として一般貨物船を応急タンカーに改装することが決定された。1942年末にさしあたり20万総トン分を改装することになり、「愛宕丸」もその1隻に選ばれた。1942年12月24日に海軍省の一般徴用船とされた後、12月28日に佐世保港で改装工事に着手し、1943年（昭和18年）2月14日に完了した。改装の要領は、貨物用船倉を水密加工し、揺れ止めのため液面を狭める仕切り板を設置して石油タンクとする簡易なもので、船倉口も基本的に貨物船のままなど外観上の大きな変化は無かった。
応急タンカー改装後の最初の任務は、海軍徴用船としてのボルネオ島ミリ産の原油輸送であった。1943年2月18日に馬公で護送船団に加入し、2月28日にミリ到着。帰路も船団に加入してサンジャック（現在のブンタウ）と高雄港を経由し、4月2日に無事に川崎港へ到着した。次のシンガポールへの航海では無動力の特殊油槽船24号を曳航して、5月15日に到着している。
1943年7月にかけてパレンバン油田と中間集積地シンガポールの間の重油とパラフィンワックスの輸送に従事していたが、7月下旬からはミリ産重油の日本本土への輸送に加わった。同年11月29日に徴用解除されて、民需船として船舶運営会の管理下に移されている。以後は日本本土への石油資源輸送に従事し、他の応急タンカーの多くと同様、日本本土とミリを結ぶ低速石油船団であるミ船団の中堅となった。ミ06船団（本船は原油8509キロリットル・便乗者約700人を輸送）、ミ13船団（本船は便乗者約700人を輸送）、ミ14船団（本船は原油8957キロリットル・便乗者約170人を輸送）への加入が確認できる。アメリカ海軍潜水艦による通商破壊の活発化や、レイテ島の戦いに関連した経空脅威増大など危険にさらされながらも、本船は損失を免れて行動を続けた。
本船の最後の航海は、ミ25船団に加入してのミリへの石油積み取り行であった。1944年11月3日に輸送船22隻・海防艦5隻で門司から出航したミ25船団は、基隆港行きの輸送船8隻と故障船1隻を途中分離しつつ、インドシナ半島沿岸を南下した。同月15日に僚船のうち「日栄丸」（日本郵船：5397総トン）と「第二勇山丸」（山本汽船：6930総トン）が潜水艦に撃沈されたものの、本船を含む輸送船11隻・海防艦5隻はサンジャックに到着。ここでほとんどの船はシンガポール行きで分離し、「愛宕丸」は2TM型戦時標準タンカー「暁心丸」とともに海防艦3隻の護衛で南シナ海を横断、同月26日にミリへと到着した。ミ25船団以降のミ27船団・ミ29船団がいずれも途中で打ち切りとなったため、「愛宕丸」はミ船団でミリへ無事到着した最後のタンカーとなった。
しかし、せっかくミリに到着した「愛宕丸」も、日本へ石油を持ち帰ることはできなかった。「愛宕丸」は、2日後の11月28日にミリ港内で石油の積み込み作業中に、アメリカ陸軍航空軍のB-24による爆撃を受けて被弾、擱座した。翌29日に軍から総員退去が命じられ、船体は修理されないまま放棄された。
船体の残骸は戦後も現場に残されており、観光用の沈船ダイビング（en）の対象となっている。